# Colani (Automarke)

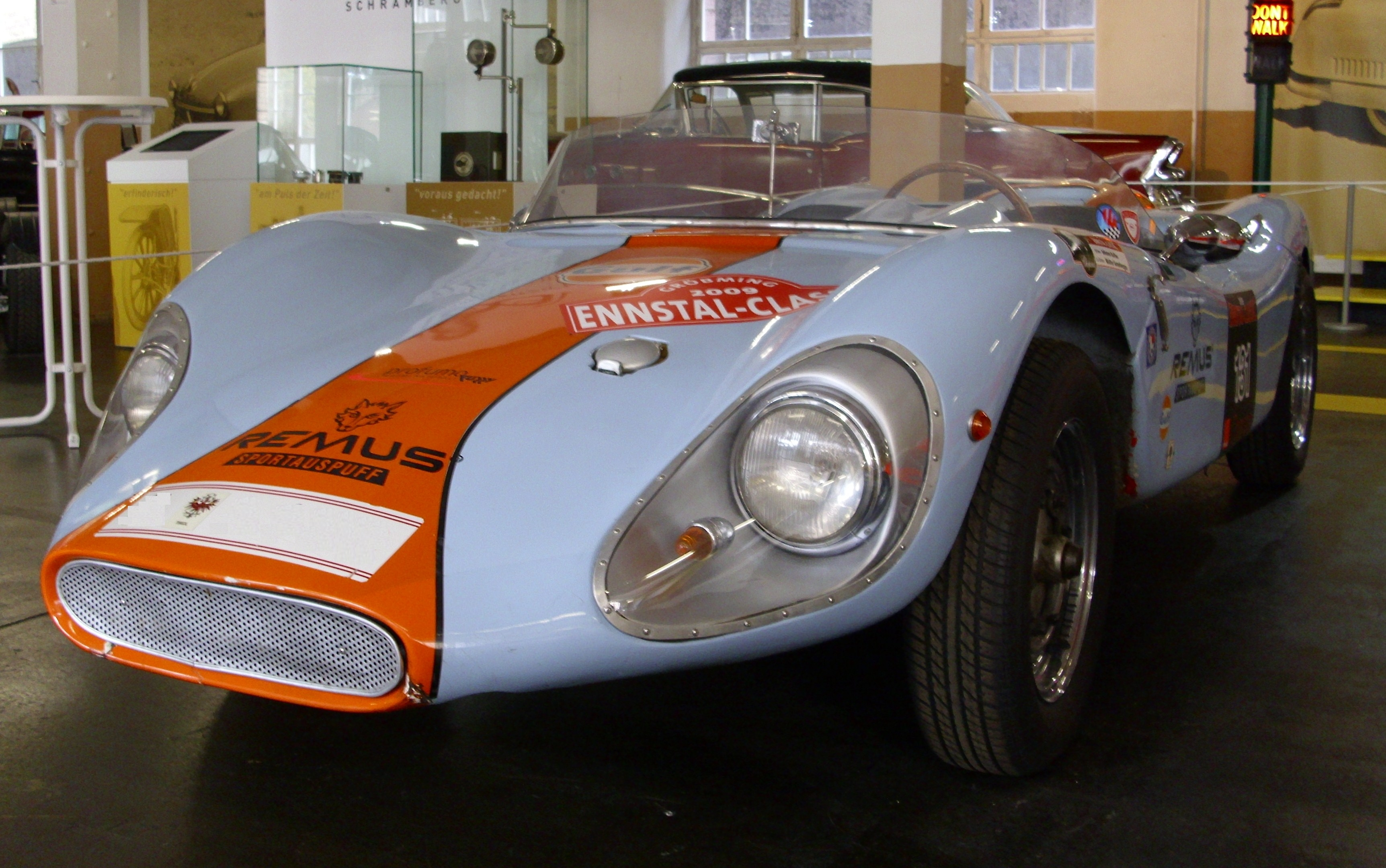
Colani

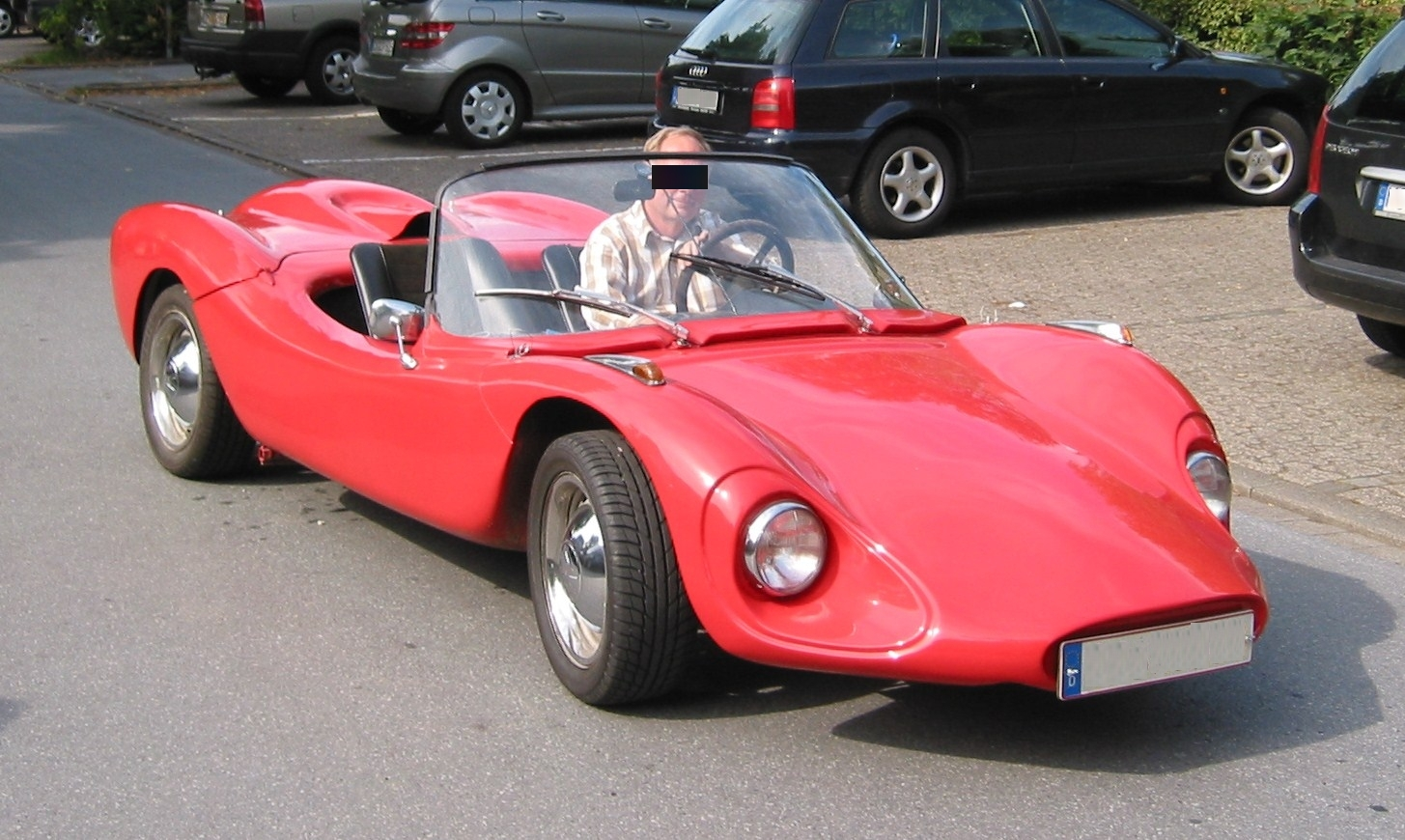
Colani

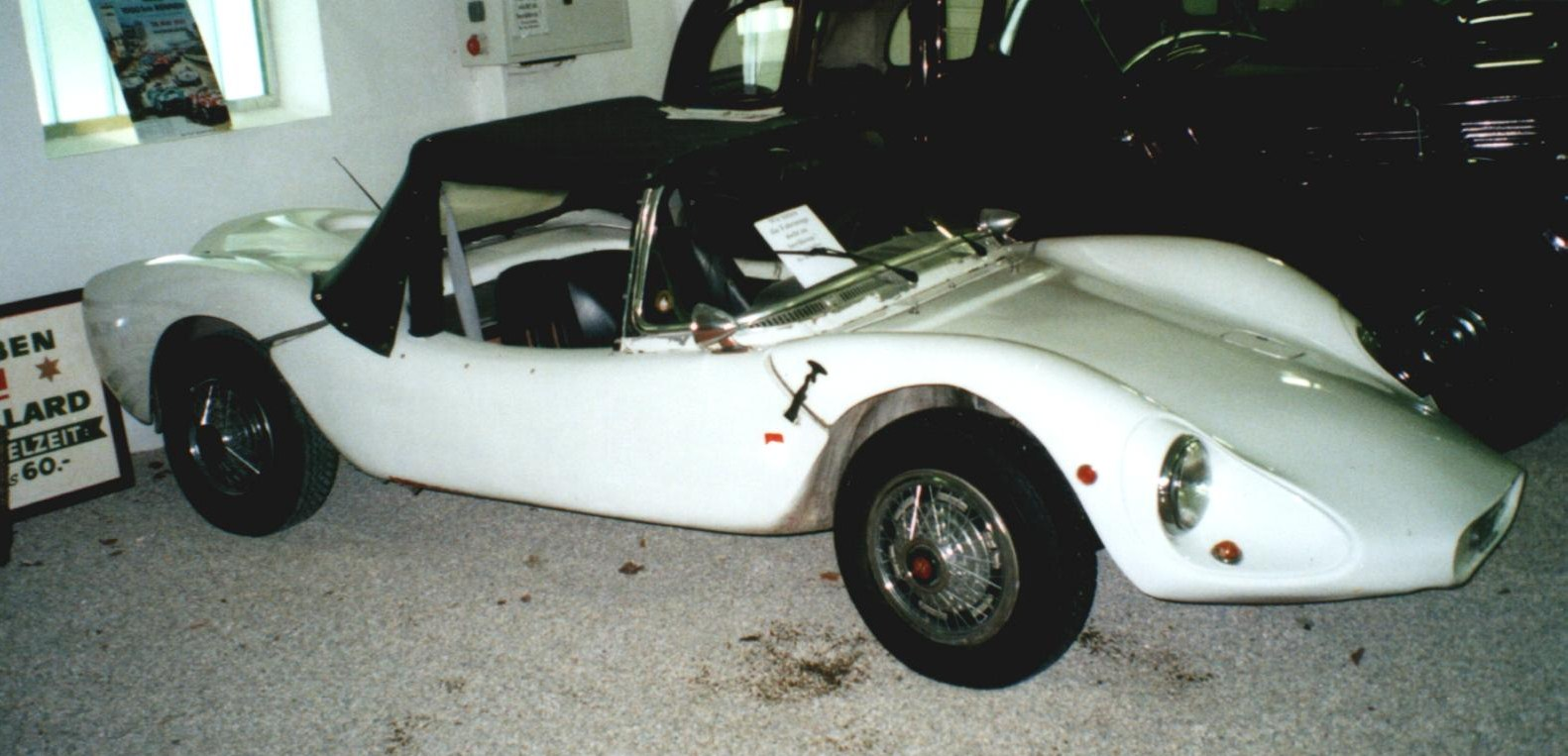
Colani

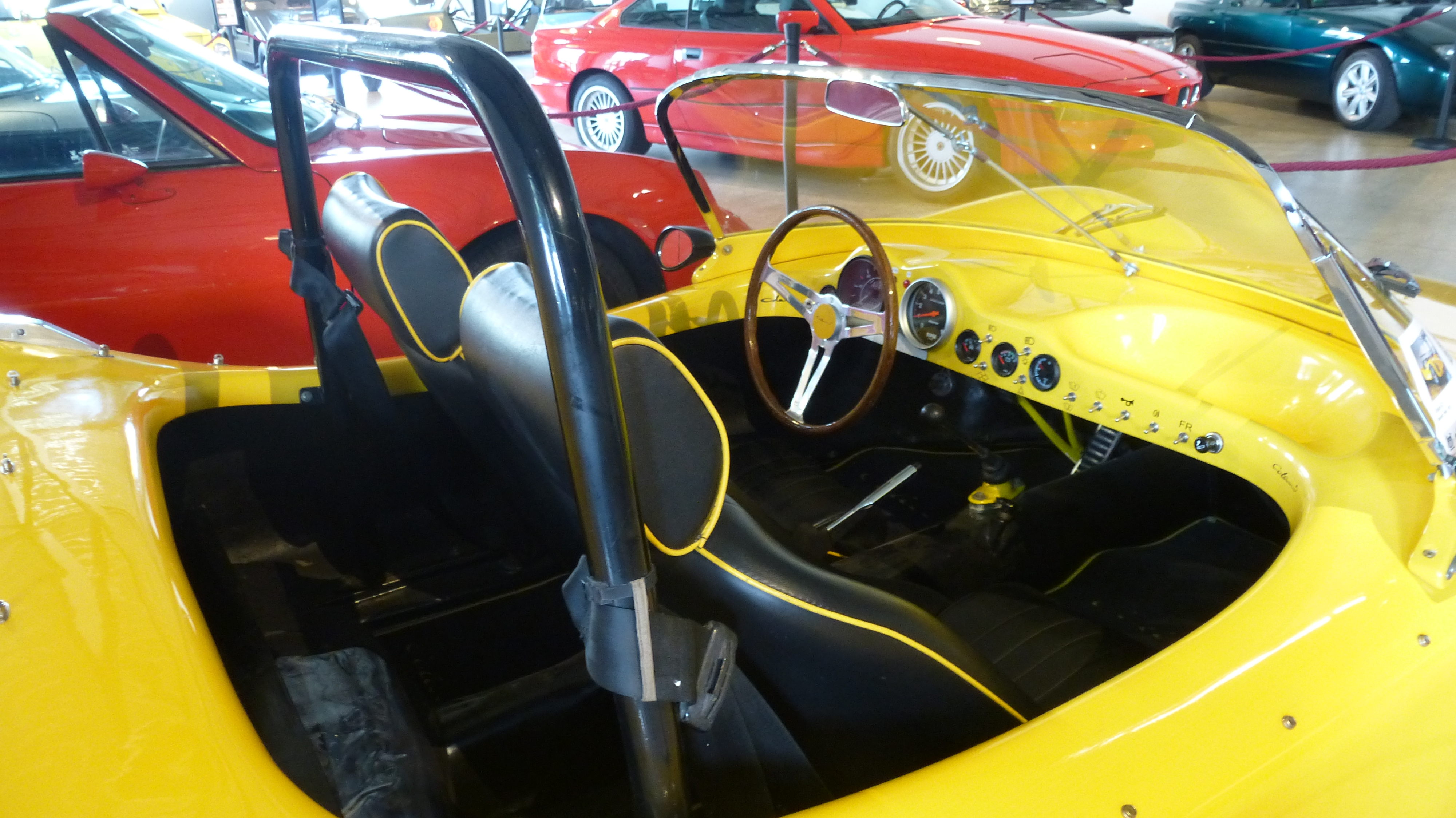
Interieur

Colani war eine deutsche Automarke in den 1960er Jahren.

## Markengeschichte
Unter dem Markennamen Colani wurden Automobile vermarktet, deren Design von Luigi Colani stammte. Die Produktion lief von 1964 bis 1968 und fand bei der Canadur GmbH in Berlin statt. Insgesamt wurden etwa 360 Exemplare hergestellt.

## Fahrzeuge
Der Colani GT ist ein Kit Car. Auf die Bodengruppe eines VW Käfers wurde eine Karosserie aus Kunststoff montiert. Die Zweisitzer waren sowohl als Coupé als auch als Roadster erhältlich.
Die Karosserie besteht aus glasfaserverstärktem Kunststoff (GFK) auf der Basis von Polyesterharz („Vestopal“ der Chemiewerke Hüls). Dieses Material ist sehr leicht und anspruchslos in der Pflege. Die Gewichtseinsparung ist erheblich.
Direkt auf den (Plattformrahmen mit Achsen, Motor und Getriebe) wurden die drei Teile (Fahrgastzelle, Front- und Motorhaube) der Kunststoffkarosserie aufgesetzt. Der fahrfertige Colani GT wog 550 kg, rund 170 kg weniger als ein Käfer. Türen gibt es keine, und als Verdeck standen ein Kunststoffdach mit Flügeltüren, ein zusammenklappbares Stoffverdeck und eine durchsichtige Plexiglaskuppel zur Wahl, die zum Ein- und Aussteigen nach hinten geklappt werden konnte.
Schwierigkeiten hatte der Autobauer Heinz Kühle mit der Beschaffung von VW-Fahrgestellen. Der damalige Vorstandsvorsitzende von VW, Heinrich Nordhoff, verhinderte, dass neue Käferfahrgestelle an kleine Hersteller geliefert wurden. Daher mussten sich Canadur, Rometsch und andere Hersteller von VW-Sonderkarosserien, komplette Käfer auf dem Gebrauchtwagenmarkt erwerben. Die überschüssigen Karosserien wurden u. a. an Autoversicherer verkauft.
„Mit diesem Konzept nahm Colani das Prinzip der Fun-Cars vorweg, das die Autoindustrie erst Jahrzehnte später aufgreifen sollte.“
1974 baute Colani für sich eine erweiterte Version, den Colani GT2. Der Wagen hatte ein durchsichtiges Plexiglasverdeck über dem Fahrgastbereich, verfügte über ein Autoradio und weitere Extras. Im selben Jahr machte er damit eine Rundreise durch Indien und Sri Lanka.